# Три дня на размышление
«Три дня на размышление» (латыш. Trīs dienas pārdomām) — советский телевизионный двухсерийный художественный фильм режиссёра Роланда Калныньша, снятый на Рижской киностудии в 1980 году по детективному роману Андриса Колбергса «Уголовное дело на три дня» — „Krimināllieta trijām dienām“ (в русском переводе выходил под названием «Трёхдневный детектив» и «Три дня на размышление»).
Премьера фильма состоялась на Центральном телевидении 12 августа 1982 года.

## Сюжет
В Риге совершено нападение на инкассаторов. Милиция, опросив очевидцев, быстро вышла на след предполагаемых преступников. Ими оказались некий Дуршис, недавно освободившийся из мест заключения, и шофёр такси Римша.
Возглавляющий расследование преступления полковник Ульф не разделяет уверенности коллег в виновности этих людей. Он также обнаруживает, что следует присмотреться к свидетелю, опознавшему в нападавшем Дуршиса. Как выяснилось, свидетель направил следствие по ложному следу.
После обнаружения трупа таксиста Римши подозреваемым становится молодой повеса Хуго Лингерманис, любовник жены Римши.
Скоро полковник Ульф воссоздает картину преступления.
Отец Хуго, крупный валютчик, завещал сыну взыскать большой долг со своего сообщника Козинда, а тот, не имея возможности отдать деньги, придумал хитроумный план нападения на инкассаторов.
Для перевозки инкассаторами денег банк арендовал у таксопарка автомобиль. Козинд убил таксиста Римшу, своего соседа, а затем, надев куртку и кепку Римши, приклеив себе «бакенбарды» (став, таким образом, похожим на него), сел за руль его машины и повёз двух инкассаторов за выручкой промтоварного магазина.
Согласившийся участвовать в преступлении Хуго Лингерманис ударил по голове инкассатора в торговом зале магазина и завладел инкассаторскими сумками, после чего Козинд оглушил инкассатора, остававшегося в машине.
Козинд не хочет отдавать Хуго причитающиеся тому деньги и в конце концов убивает его. Теперь, как он считает, чтобы окончательно замести следы, ему остаётся найти письмо старого Лингерманиса сыну, поскольку из письма ясно, кто он такой.

## В ролях
- Витаутас Томкус — Конрад Ульф, полковник милиции
- Агрис Розенбах — Юрис Гаранч, капитан милиции
- Харийс Спановскис — Алвис Грауд, лейтенант милиции (в титрах Харий Спановский)
- Нина Старовойтенко — Нелли Римша
- Вера Шнейдере[латыш.] — Марта, соседка Нелли
- Алексей Михайлов — Ян Янович Голубовский, свидетель
- Евгений Иванычев — Антон Козинд, второй муж Марты, водитель самосвала
- Улдис Думпис — Эрнас Дуршис
- Эдгарc Лиепиньш — часовщик, заведующий часовой мастерской, где работает Дуршис
- Эдуардс Павулс — сосед Дуршиса по коммуналке
- Арийс Гейкинс — собутыльник
- Гиртс Яковлевс — Эрик, генерал-майор милиции
- Арнис Лицитис — вертолетчик, капитан милиции (не указан в титрах)
- Гунтис Скрастиньш[латыш.] — Хуго Робертович Лингерманис, любовник Нелли
- Владимир Жук — замминистра МВД
- Астрида Гулбе — жена замминистра МВД
- Илзе Плявиня — Ивета
- Волдемар Лобиньш — эпизод

## Съёмочная группа
- Авторы сценария: Андрейс Скайлис, Андрис Колбергс
- Режиссёр-постановщик: Роланд Калныньш
- Оператор-постановщик: Микс Звирбулис
- Композитор: Юрис Карлсонс
- Художник-постановщик: Андрис Меркманис
- Звукооператор: Игорь Яковлев
- Режиссёр: Р. Жуланова
- Оператор: М. Реснайс
- Художник по костюмам: И. Кундзиня
- Художник-гримёр: Р. Пранде
- Монтажёр: Эрика Мешковска
- Редактор: И. Черевичник
- Музыкальный редактор: Н. Золотонос
- Консультанты: А. Вазнис, З. Скушка
- Директор: Георг Блументаль